# معركة بورت رويال (1690)
وقعت معركة بورت رويال (19 مايو 1690) في بورت رويال، وهي عاصمة أكاديا أثناء حرب الملك ويليام. وصلت قوات كبيرة من ميليشيات مقاطعة نيو إنجلاند إلى بورت روي7ال. وكان لدى حاكم أكاديا لويس ألكسندر دي فريشيه دي مينيفال فقط 70 جنديًا؛ ولم يتم الانتهاء من السور الذي ظل مفتوحًا ولم يتم وضع 18 مدفعًا في مواقع إطلاق النار وكان هناك 42 شابًا متغيبًا من بورت رويال. وكان من الواضح أن أية مقاومة تعد غير مجدية. وقد استسلم مينيفال دون مقاومة بعد مرور وقت قليل من وصول مليشيات نيو إنجلاند. وكان يقودهم السير ويليام فيبز، بعد زعمهم بوقوع انتهاكات من جانب الأكاديين لشروط الاستسلام وقاموا بنهب المدينة والحصن.
كان الحصار ردًا على غارات تحالف واباناكي على طول حدود نيو إنجلاند في أعقاب نهب بينتاجويت، ومصادرة سفن الصيد الخاصة بنيو إنجلاند قبالة السواحل الأكادية، والهجمات التي قاموا بها من قرية ميدوكتيك الهندية / حصن ميدوكتيك في أكاديا على نيو إنجلاند خلال فصل الشتاء في 1689 - 1690 (انظر حصار بيماكويد (1689) ومعركة حصن لويال). وحصل التجار من سالم وبوسطن على الاكتتاب، وفي ربيع عام 1690 نظمت حكومة ماساتشوستس حملة ضد المستوطنات الأكادية.
لقد كانت نتيجة استسلام بورت رويال على العكس من أي حملات عسكرية سابقة ضد أكاديا. وقد أدت أعمال السلب العنيفة إلى فرار العديد من الأكاديين من ميليشيات نيو إنجلاند وفقدان الثقة وجعل مستقبل العلاقات مع جيرانهم من متحدثي اللغة الإنجليزية أكثر صعوبة. وقد حل الحاكم جوزيف دي فيليبون محل مينيفال، ونقل فيليبون عاصمة أكاديا إلى حصن ناشواك على نهر سانت جون لأغراض دفاعية، ومن أجل تحسين تنسيق الهجمات العسكرية على نيو إنجلاند مع السكان الأصليين في قرية ميدوكتيك الهندية / حصن ميدوكتيك.

## السياق التاريخي
بدأت حرب السنوات التسع في أوروبا عام 1688، وقد اتسعت لتشمل مملكة إنجلترا في عام 1689 كجزء من التحالف ضد فرنسا. وقد استفادت السلطات في فرنسا الجديدة من الاضطرابات في المستعمرات البريطانية في أعقاب الثورة المجيدة عام 1688 من أجل بدء الغارات مع حلفائهم الهنود على أهداف على الحدود المتوترة بالفعل في نيو إنجلاند ونيويورك. الغارتان في مطلع عام 1690، إحداهما كانت ضد سكنيكتادي في نيويورك والأخرى على سالمون فولز، في نيوهامشير، قد عملت على تحفيز السلطات في مستعمرة خليج ماساتشوستس لكي تسمح بحملة انتقامية ضد أكاديا الفرنسية.
ظهرت فكرة الحملة ضد أكاديا لأول مرة في أعقاب سقوط حصن ويليام هنري في أغسطس عام 1689 في بيماكويد (تسمى حاليًا بريستول، بولاية مين) إلى القوات الفرنسية والهندية. وفي ديسمبر عام 1689 سمحت ماساتشوستس بحملة تطوعية أساسية ضد أكاديا، وأسست لجان لتنظيمها، ولكن الحاجة الملحة للتعامل معها تسبب في المزيد من التأييد الشعبي بعد الغارات في مطلع عام 1690. وفكر العديد من المستعمرين البارزين في قيادتها. وقد تم رفض أحد الأنصار الرئيسيين للحملة وهو التاجر جون نيلسون بسبب أعماله التجارية السابقة مع فرنسا في أكاديا. وقد سلمت القيادة في نهاية الأمر إلى السير ويليام فيبز وهو من مواطني ولاية مين وليست له خبرة عسكرية، وقد نال شهرته من خلال إيجاد سفينة الكنز المحطمة في جزر الكاريبي. وفي 24 مارس تم تكليف فيبز كقائد عام وتم تسليمه قيادة الحملة.
وقد أبحر فيبز في 28 أبريل 1690 من بوسطن مع أسطول مكون من خمس سفن، ويحمل 446 من عناصر الميليشيات المحلية. وقد حملت سيكس فريندز وهي سفينة القيادة الخاصة به حوالي 42 مدفعًا، بينما حملت بوركوبيني 16 مدفعًا، وصحبهما الزورق ماري مع سفينتين شراعيتين. وعند جزيرة ماونت ديزرت كانوا على موعد مع قارب الاتحاد وسفينة شراعية أخرى. وبعد التحقق من المقتنيات الفرنسية في خليج بينوبسكوت وخليج باساماكودي، أبحر فيبز إلى بورت رويال، ووصل بالقرب من بورت رويال في 9 مايو. وقبل أن يقترب من المدينة قام بالاتصال بالفرنسي بيير ميلانسون ديت لافيردور، وهو فرنسي من أعضاء الهوغونوتيين الذي يتحدث لغتين، في وقت مبكر من صباح اليوم التالي، وتحقق من حالة المدينة. ثم استعد للإقلاع وأبحر باتجاه المدينة.

## كتابات أخرى
- Parks Canada, Port Royal National Historic Site brochure, undated (2001 ?).
- A Journal of The Proceedings In The Late Expedition To Port-Royal, On Board Their Majesties Ship, The Six Friends, The Honourable Sr. William Phipps Knight, Commander In Chief &c. A True Copy, Attested By Joshua Natstock Clerk.

## وصلات خارجية
- Photographs of historic plaques at the Port Royal Habitation National Historic Site, Nova Scotia
- Photographs of the Scotch Fort historic monument at Port Royal, Nova Scotia